# Hubneria vivida
Hubneria vivida är en tvåvingeart som först beskrevs av Robineau-desvoidy 1847.  Hubneria vivida ingår i släktet Hubneria och familjen parasitflugor.
Artens utbredningsområde är Frankrike. Inga underarter finns listade i Catalogue of Life.